# Laophontodes hedgpethi
Laophontodes hedgpethi är en kräftdjursart som beskrevs av Lang 1965. Laophontodes hedgpethi ingår i släktet Laophontodes och familjen Ancorabolidae. Inga underarter finns listade i Catalogue of Life.